# Araporã
Araporã är en kommun i Brasilien.   Den ligger i delstaten Minas Gerais, i den sydöstra delen av landet, 300 km söder om huvudstaden Brasília. Antalet invånare är 6 233.
Omgivningarna runt Araporã är en mosaik av jordbruksmark och naturlig växtlighet. Runt Araporã är det mycket glesbefolkat, med 7 invånare per kvadratkilometer.